# 鈴木重義 (サッカー選手)
鈴木 重義（すずき しげよし、1902年10月13日 - 1971年12月20日）は、福島県出身のサッカー選手、サッカー指導者。1936年のベルリンオリンピックのサッカー日本代表監督を務めた。

## 経歴
豊島師範附属小学校、東京高等師範学校附属中学校から1920年に早稲田高等学院に入学。同校でサッカー部（ア式蹴球部）を設立した。在学中、ビルマ人留学生チョウ・ディンからショートパス等のサッカーの指導を受けて実力を伸ばした。
1923年に早稲田大学に入学、1924年にア式蹴球部を創設した。在学中、野津謙らと全国高等学校ア式蹴球大会を開催した。
1927年、上海で開催された第8回極東大会のサッカー日本代表に選出され、主将としてフィリピン代表戦では先制ゴールを決めるなど、日本代表として最初の国際大会勝利に貢献した。
その後は早稲田大学の監督を務めるとともに、1930年に東京で開催された第9回極東大会では日本代表監督を務め、中華民国代表と同位ながら国際大会で初優勝を実現した。なお、翌年の1931年の1年間、鈴木の自宅が大日本蹴球協會（現日本サッカー協会）となっている（大日本蹴球協會3回目の引っ越し）。
1936年のベルリンオリンピックで日本代表監督に就任。本大会前の練習試合で、当時ヨーロッパで広まりつつあった3バック（WMシステム）を目の当たりにし、急遽代表チームにこのシステムを導入した。その結果、スウェーデン代表に勝利した（ベルリンの奇跡）。
鈴木は大日本蹴球協会で常務理事、主事を歴任し、日本体育協会の専務理事も務めた。また、早大ア式蹴球部では終身OB会長を務めていた。
戦後は同和火災の社員として勤務、後に共栄火災の取締役も務めた。
1971年12月20日、死去。69歳没。2007年、第1回日本サッカー殿堂表彰を受けた。

## 代表歴

### 試合数
- 国際Aマッチ 2試合 1得点(1927)[1]

| 日本代表 | 国際Aマッチ | 国際Aマッチ | その他 | その他 | 期間通算 | 期間通算 |
| 年       | 出場        | 得点        | 出場   | 得点   | 出場     | 得点     |
| -------- | ----------- | ----------- | ------ | ------ | -------- | -------- |
| 1927     | 2           | 1           | 3      | 0      | 5        | 1        |
| 通算     | 2           | 1           | 3      | 0      | 5        | 1        |

### 出場
| No. | 開催日         | 開催都市 | スタジアム | 対戦相手   | 結果 | 監督 | 大会       |
| --- | -------------- | -------- | ---------- | ---------- | ---- | ---- | ---------- |
| 1.  | 1927年08月27日 | 上海     |            | 中華民国   | ●1-5 |      | 極東選手権 |
| 2.  | 1927年08月29日 | 上海     |            | フィリピン | ○2-1 |      | 極東選手権 |

### 得点数
| No. | 開催日         | 開催都市 | スタジアム | 対戦相手   | 結果 | 大会       |
| --- | -------------- | -------- | ---------- | ---------- | ---- | ---------- |
| 1.  | 1927年08月29日 | 上海     |            | フィリピン | ○2-1 | 極東選手権 |

## 著書
- 野津謙、鈴木重義『ア式蹴球』アルス、1928年7月。 NCID BN09667626。